# 独立软件供应商
独立软件供应商（英語：Independent software vendor，简称ISV）是一个商业术语，指制造和销售专业软件的公司。这类公司通常为特定行业领域提供软件支持，例如房地产业、保险业、制造业等。
一般地，专业软件能为企业或组织提供了更高的生产效率，这一能力是简单的文本处理软件和数据库软件所不能比拟的。
许多大型的软件公司，例如微软和IBM，都具备独立软件供应商的能力，能够开发专业软件。
独立软件供应商通常制造和生产能运行与一个或多个电脑硬件、一种或多种操作系统平台的软件产品。大多数的操作系统平台制造商，例如BEA Systems、微软、Novell、IBM、Sun公司、惠普以及苹果公司等，都有特别的商业伙伴项目，用以鼓励和支持独立软件供应商。
通常情况下，一个操作系统平台上运行的应用软件越丰富，那么这个操作系统就能对用户提供越多的使用价值。当然，尽管像微软和IBM这样的平台制造商也开发应用软件，但在多数情况下，这样的大公司并不一定具备了足够的专业知识和专业资源来开发特定的应用软件。
一些独立软件供应商专注于特定操作系统，例如，在IBM的AS/400操作系统上，运行了独立软件供应商开发的数千种应用软件。也有一些独立软件供应商专注于特殊的领域开发应用软件，例如大规模工程应用。这类软件通常基于高端Unix工作站平台.
据调查，至少50%的独立软件供应商靠开发专业软件应用或提供解决方案来盈利。他们拥有大量商业软件解决方案，以及丰富的操作系统平台（Windows，Unix，Linux，Mac OS）上的开发经验。